# Tenexco, Puebla
Tenexco är en ort i Mexiko.   Den ligger i kommunen Pantepec och delstaten Puebla, i den sydöstra delen av landet, 170 km nordost om huvudstaden Mexico City. Tenexco ligger 499 meter över havet och antalet invånare är 190.
Terrängen runt Tenexco är kuperad. Runt Tenexco är det ganska tätbefolkat, med 149 invånare per kvadratkilometer. Närmaste större samhälle är Huehuetla, 14,5 km sydväst om Tenexco. I omgivningarna runt Tenexco växer huvudsakligen savannskog.